# Jane Goodall
Dame Jane Morris Goodall DBE (født Valerie Jane Morris-Goodall den 3. april 1934), tidligere baronesse Jane van Lawick-Goodall, er en engelsk primatolog og antropolog. Hun er set som verdens førende ekspert i chimpanser. Goodall er bedst kendt for sit 60-årige studie af sociale og familiemæssige interaktioner mellem vilde chimpanser, siden hun første gang tog til Gombe Stream National Park i Tanzania i 1960, hvor hun oplevede menneskelignende adfærd blandt chimpanser, herunder væbnet konflikt. I april 2002 blev hun udnævnt til FN's Fredsbud. Goodall er æresmedlem af World Future Council.

## De tidlige år
Valerie Jane Morris-Goodall blev født i 1934 i Hampstead, London, af Margaret Myfanwe Joseph (1906-2000), en romanforfatter fra Milford Haven, Pembrokeshire, som skrev under navnet Vanne Morris-Goodall. Hendes far Mortimer Herbert Morris-Goodall (1907-2001) var forretningsmand.
Familien flyttede senere til Bournemouth, og Goodall gik på Uplands School, som er en uafhængig skole i den nærliggende by Poole.
Som barn fik Goodall et chimpanse-tøjdyr ved navn Jubilee af hendes far. Goodall har sagt, at hendes forkærlighed for denne figur startede hendes tidlige kærlighed til dyr og kommenterede: "Min mors venner var forfærdede over dette legetøj og troede, det ville skræmme mig og give mig mareridt." I dag sidder Jubilee stadig på Goodalls kommode i London.

## Afrika
Goodall havde altid været interesseret for dyr og Afrika, hvilket bragte hende til en vens farm i Kenyas højland i 1957. Her fik hun arbejde som sekretær. Efter sin vens råd ringede hun til Louis Leakey, den kenyanske arkæolog og palæontolog, uden anden tanke end at lave en aftale om at diskutere dyr. Leakey, der mente, at undersøgelsen af eksisterende menneskeaber kunne give indikationer på de tidlige hominiders adfærd, ledte efter en chimpanseforsker, selvom han holdt ideen for sig selv. I stedet foreslog han, at Goodall skulle arbejde for ham som sekretær. Efter at have opnået godkendelse fra sin medforsker og hustru, den britiske palæoantropolog Mary Leakey, sendte han Goodall til Olduvai Gorge i Tanganyika (nuværende Tanzania ), hvor han lagde sine planer. 
I 1958 sendte Leakey Goodall til London for at studere primaters adfærd hos Osman Hill og primaternes anatomi hos John Napier. Leakey rejste midler, og den 14. juli 1960 tog Goodall til Gombe Stream National Park, og blev den første af tre kvinder, som ville komme til at blive kaldt The Trimates. Hun blev ledsaget af sin mor, hvis tilstedeværelse var nødvendig for at tilfredsstille kravene fra David Anstey, chefinspektør, som var bekymret for deres sikkerhed. Goodall krediterer sin mor for at opmuntre hende til at forfølge en karriere inden for primatologi, et mandsdomineret felt på det tidspunkt. Goodall har udtalt, at kvinder ikke blev accepteret i feltet, da hun startede sin forskning i slutningen af 1950'erne. I dag består primatologiområdet næsten ligeligt af mænd og kvinder, delvist takket være Goodalls banebrydende og hendes opmuntring af unge kvinder til at deltage i feltet.
Leakey sørgede for finansiering, og i 1962 sendte han Goodall, som ikke havde nogen uddannelsesgrad, til University of Cambridge. Hun gik på Newnham College, Cambridge, hvor hun opnåede en ph.d. i etologi.  Her var hun var den ottende person, der fik lov til at læse til ph.d. uden først at have opnået en bachelorgrad. Hendes afhandling blev afsluttet i 1966 under opsyn af Robert Hinde om Opførsel af fritlevende chimpanser med detaljer om hendes første fem års studier ved Gombe-reservatet.
Den 19. juni 2006 tildelte Open University of Tanzania hende en æresdoktor i naturvidenskab.